# PK-35 Vantaa 2016

## Stagione
Nella stagione 2016 il PK-35 Vantaa ha disputato la Veikkausliiga, massima serie del campionato finlandese di calcio, terminando il torneo al dodicesimo posto con 13 punti conquistati in 33 giornate, frutto di 4 vittorie, 7 pareggi e 22 sconfitte, retrocedendo in Ykkönen dopo una sola stagione. Il 5 agosto 2016 la SPL e il comitato licenze UEFA hanno inflitto al PK-35 Vantaa una penalizzazione di 6 punti per non aver pagato determinate tasse o averle pagate in ritardo. In Liigacup è stato eliminato al termine della fase a gironi, avendo concluso al quarto posto il suo girone. In Suomen Cup è sceso in campo a partire dal quarto turno, raggiungendo i quarti di finale dove è stato eliminato dall'SJK.

## Organico

### Rosa
| N. |                      | Ruolo | Calciatore       |
| -- | -------------------- | ----- | ---------------- |
| 1  | Finlandia (bandiera) | P     | Daniel Kollar    |
| 2  | Finlandia (bandiera) | D     | Altim Ademaj     |
| 4  | Finlandia (bandiera) | D     | Kim Raimi        |
| 5  | Finlandia (bandiera) | C     | Riku Heinonen    |
| 6  | Nigeria (bandiera)   | D     | Ojembe Olatuga   |
| 8  | Finlandia (bandiera) | C     | Mnwas Awari      |
| 9  | Finlandia (bandiera) | A     | Masar Ömer       |
| 10 | Kosovo (bandiera)    | C     | Ymer Xhaferi     |
| 11 | Finlandia (bandiera) | D     | Ilari Äijälä     |
| 12 | Finlandia (bandiera) | P     | Jalmari Karvinen |
| 13 | Finlandia (bandiera) | P     | Samu Volotinen   |
| 14 | Finlandia (bandiera) | D     | Bob Diasonama    |

| N. |                      | Ruolo | Calciatore       |
| -- | -------------------- | ----- | ---------------- |
| 15 | Brasile (bandiera)   | C     | Lucas Kaufmann   |
| 16 | Finlandia (bandiera) | C     | Konsta Rasimus   |
| 17 | Finlandia (bandiera) | A     | Kevin Mombilo    |
| 18 | Finlandia (bandiera) | C     | Omar Khary       |
| 19 | Finlandia (bandiera) | A     | Aleksi Ristola   |
| 21 | Finlandia (bandiera) | D     | Nosh A Lody      |
| 22 | Argentina (bandiera) | C     | Lucas García     |
| 55 | Finlandia (bandiera) | C     | Marcus Heimonen  |
| 58 | Finlandia (bandiera) | D     | Reza Heidari     |
| 80 | Finlandia (bandiera) | C     | Ahmed Said Ahmed |
| 99 | Finlandia (bandiera) | A     | Njazi Kuqi       |

## Statistiche

### Statistiche di squadra
| Competizione  | Punti | In casa | In casa | In casa | In casa | In casa | In casa | In trasferta | In trasferta | In trasferta | In trasferta | In trasferta | In trasferta | Totale | Totale | Totale | Totale | Totale | Totale | DR  |
| Competizione  | Punti | G       | V       | N       | P       | Gf      | Gs      | G            | V            | N            | P            | Gf           | Gs           | G      | V      | N      | P      | Gf     | Gs     | DR  |
| ------------- | ----- | ------- | ------- | ------- | ------- | ------- | ------- | ------------ | ------------ | ------------ | ------------ | ------------ | ------------ | ------ | ------ | ------ | ------ | ------ | ------ | --- |
| Veikkausliiga | 13    | 16      | 2       | 5       | 9       | 16      | 27      | 17           | 2            | 2            | 13           | 16           | 38           | 33     | 4      | 7      | 22     | 32     | 65     | -33 |
| Liigacup      | -     | 2       | 0       | 2       | 0       | 2       | 2       | 3            | 1            | 1            | 1            | 3            | 3            | 5      | 1      | 3      | 1      | 5      | 5      | 0   |
| Suomen Cup    | -     | 2       | 1       | 0       | 1       | 3       | 4       | 2            | 2            | 0            | 0            | 6            | 1            | 4      | 3      | 0      | 1      | 9      | 5      | +4  |
| Totale        | -     | 20      | 3       | 7       | 10      | 21      | 33      | 22           | 5            | 3            | 14           | 25           | 42           | 42     | 8      | 10     | 24     | 46     | 75     | -29 |